# Grand Prix-wegrace der Naties 1979
De Grand Prix-wegrace der Naties 1979 was vierde race van wereldkampioenschap wegrace voor motorfietsen in het seizoen 1979. De meeste races werden verreden op 13 mei 1979 op het Autodromo Enzo e Dino Ferrari in Imola. De 125cc-klasse reed haar race al op zaterdagmidag 12 mei. Waar dat voor nodig was was een raadsel, want op zondag zat er een pauze van twee uur tussen de 50cc- en de 350cc-race.

## Algemeen
De Grand Prix des Nations werd in tegenstelling tot de 200 mijl van Imola georganiseerd door de duidelijk minder ervaren motorclubs van Pesaro en Riccione. Dat resulteerde in moeilijkheden met inschrijvingen, terwijl monteurs en persmensen problemen hadden met het verkrijgen van pasjes. Hoewel het weer tijdens de trainingen goed was, ontstonden er veel valpartijen, waardoor belangrijke rijders al voor de races uitgeschakeld werden. Ricardo Tormo brak een vinger, Vic Soussan brak een sleutelbeen en had leverklachten, Eric Saul brak een arm en Hubert Rigal brak een hand. Er was ook een sterfgeval te betreuren: de broer en tevens monteur van Carlos Morante kwam om door zuurstofgebrek in de cabine van zijn vrachtauto.

## 500 cc
Al voor de start waren er vanwege de warmte bandenproblemen in Imola. Terwijl Kenny Roberts met zijn Goodyear slicks geen problemen leek te kennen, stapte Barry Sheene voor het eerst sinds jaren over van Michelin naar Dunlop. Wil Hartog maakte in de 500cc-klasse weer een van zijn befaamde bliksemstarts en leidde in het begin van de race een groep met Marco Lucchinelli, Virginio Ferrari, Boet van Dulmen, Mike Baldwin, Jack Middelburg en Kenny Roberts, die slecht gestart was maar al voor de Tosa-bocht negen man uitremde. In de derde ronde had Roberts de leiding al van Hartog overgenomen, maar Hartog bleef tweede, tot hij zichzelf in de elfde ronde met een valpartij uitschakelde. Ferrari, die in de training hard gevallen was, wist de tweede plaats te grijpen voor Tom Herron. Boet van Dulmen viel voor de zesde keer uit door een uitgelopen krukaslager, maat dit keer namen enkele monteurs zijn motorblok mee naar Japan omdat ze vermoedden dat hem een motor met kromme carters geleverd was. Anders was zijn veelvuldige pech niet te verklaren.

### Uitslag 500 cc
| Pos | Coureur            | Merk          | Tijd        | Punten      |
| --- | ------------------ | ------------- | ----------- | ----------- |
| 1   | Kenny Roberts      | Yamaha        | 59' 17" 0   | 15          |
| 2   | Virginio Ferrari   | Suzuki        | + 10" 9     | 12          |
| 3   | Tom Herron         | Suzuki        | + 17" 4     | 10          |
| 4   | Barry Sheene       | Suzuki        | + 31" 9     | 8           |
| 5   | Mike Baldwin       | Suzuki        | + 40" 6     | 6           |
| 6   | Bernard Fau        | Suzuki        | + 51" 0     | 5           |
| 7   | Jack Middelburg    | Suzuki        | + 55" 0     | 4           |
| 8   | Philippe Coulon    | Suzuki        | + 1' 01" 0  | 3           |
| 9   | Graziano Rossi     | Morbidelli    | + 1' 39" 7  | 2           |
| 10  | Giovanni Pelletier | Suzuki        | + 1 ronde   | 1           |
| 11  | Steve Parrish      | Suzuki        | + 1 ronde   |             |
| 12  | Max Wiener         | Suzuki        | + 1 ronde   |             |
| 13  | Alex George        | Cagiva-Suzuki | + 1 ronde   |             |
| 14  | Werner Nenning     | Suzuki        | + 1 ronde   |             |
| 15  | Seppo Rossi        | Suzuki        | + 1 ronde   |             |
| 16  | Raffaele Pasqual   | Suzuki        | + 1 ronde   |             |
| 17  | Sergio Pellandini  | Suzuki        | + 2 ronden  |             |
| DNF | Christian Sarron   | Yamaha        | teamorders  | teamorders  |
| DNF | Leandro Becheroni  | Yamaha        |             |             |
| DNF | Franco Uncini      | Suzuki        | vering      |             |
| DNF | Boet van Dulmen    | Suzuki        | krukaslager | krukaslager |
| DNF | Wil Hartog         | Suzuki        | val         |             |
| DNF | Carlo Perugini     | Suzuki        | ongeluk     |             |
| DNF | Lorenzo Ghiselli   | Suzuki        | motor       |             |
| DNF | Dennis Ireland     | Suzuki        | motor       |             |
| DNF | Marco Lucchinelli  | Suzuki        |             |             |
| DNF | Mick Grant         | Suzuki        | motor       |             |
| DNF | Michel Rougerie    | Suzuki        | motor       |             |
| DNF | Gianni Rolando     | Suzuki        | ongeluk     |             |
| DNF | Carlo Paganini     | Suzuki        | motor       |             |
| DNF | Hiroyuki Kawasaki  | Suzuki        |             |             |
| DNF | Gregorio Mariani   | Suzuki        |             |             |
| DNQ | Peter Sjöström     | Suzuki        |             |             |
| DNQ | Jürgen Steiner     | Suzuki        |             |             |
| DNQ | Sandro Moro        | Suzuki        |             |             |
| DNQ | Corrado Tuzii      | Suzuki        |             |             |
| DNQ | Mario Prattichizzo | Suzuki        |             |             |
| DNQ | Carlo Prati        | Suzuki        |             |             |
| DNQ | Stefano Bonetti    | Suzuki        |             |             |
| DNQ | Giovanni Pretto    | Suzuki        |             |             |

## 350 cc
De 350cc-race in Imola werd bij temperaturen van ca. 30 °C gereden en dat eiste nogal wat van rijders en motoren. 21 Coureurs vielen uit. De eerste was Jon Ekerold, die aanvankelijk aan de leiding reed maar bij een val zijn sleutelbeen brak. Kork Ballington nam de leiding, maar viel ook uit. Inmiddels reed Gregg Hansford kort achter hem en Hansford won de race. Sadao Asami wist in de laatste ronden Patrick Fernandez achter zich te laten. Jon Ekerold bleef ondanks zijn uitvallen leider in de WK-stand.

### Uitslag 350 cc
| Pos | Coureur             | Merk            | Tijd       | Punten |
| --- | ------------------- | --------------- | ---------- | ------ |
| 1   | Gregg Hansford      | Kawasaki        | 52' 42" 6  | 15     |
| 2   | Sadao Asami         | Yamaha          | + 11" 4    | 12     |
| 3   | Patrick Fernandez   | Yamaha          | + 12" 8    | 10     |
| 4   | Toni Mang           | Kawasaki        | + 15" 1    | 8      |
| 5   | Jeffrey Sayle       | Yamaha          | + 1' 02" 8 | 6      |
| 6   | Murray Sayle        | Yamaha          | + 1' 43" 9 | 5      |
| 7   | Eddy Elias          | Yamaha          | + 1' 53" 5 | 4      |
| 8   | Reinhold Roth       | Yamaha          | + 1 ronde  | 3      |
| 9   | Adelio Faccioli     | Yamaha          |            | 2      |
| 10  | Yoshimi Matsumoto   | Yamaha          |            | 1      |
| DNF | Jon Ekerold         | Yamaha          | val        |        |
| DNF | Kork Ballington     | Kawasaki        |            |        |
| DNF | Vanes Francini      | Yamaha          |            |        |
| DNF | Eric Saul           | Yamaha          |            |        |
| DNF | Richard Hubin       | Yamaha          |            |        |
| DNF | Roland Freymond     | Yamaha          |            |        |
| DNF | Walter Villa        | Yamaha          |            |        |
| DNF | Michel Rougerie     | Bimota-Yamaha   |            |        |
| DNF | Gianfranco Bonera   | Yamaha          |            |        |
| DNF | Giorgio Avveduti    | Yamaha          |            |        |
| DNF | Edi Stöllinger      | Kawasaki        |            |        |
| DNF | Patrick Pons        | Yamaha          |            |        |
| DNF | Massimo Matteoni    | Yamaha          |            |        |
| DNF | Pentti Korhonen     | Yamaha          |            |        |
| DNF | Alan North          | Yamaha          |            |        |
| DNF | Randy Mamola        | Yamaha          | vastloper  |        |
| DNF | Barry Ditchburn     | Kawasaki        |            |        |
| DNF | Raul Martini        | Yamaha          |            |        |
| DNF | Mario Lega          | Yamaha          |            |        |
| DNF | Max Wiener          | Yamaha          |            |        |
| DNF | Vic Soussan         | Yamaha          |            |        |
| DNF | Christian Estrosi   | Kawasaki        |            |        |
| DNQ | Eero Hyvärinen      | Yamaha          |            |        |
| DNQ | Chas Mortimer       | Yamaha          |            |        |
| DNQ | Attilio Riondato    | Yamaha          |            |        |
| DNQ | Walter Migliorati   | Yamaha          |            |        |
| DNQ | Michel Frutschi     | Yamaha          |            |        |
| DNQ | Kenny Blake         | Yamaha          |            |        |
| DNQ | Angelo Monduzzi     | Yamaha          |            |        |
| DNQ | Arturo Venanzi      | Yamaha          |            |        |
| DNQ | Patrick de Radiguès | Yamaha          |            |        |
| DNQ | Wolland             | Yamaha          |            |        |
| DNQ | Olivier Chevallier  | Yamaha          |            |        |
| DNQ | Olivier Liégeois    | Yamaha          |            |        |
| DNQ | Etienne Geeraerdt   | Yamaha          |            |        |
| DNQ | Paolo Niccoli       | Yamaha          |            |        |
| DNQ | Peter Baláž         | Harley-Davidson |            |        |
| DNQ | Hubert Rigal        | Yamaha          |            |        |
| DNQ | Giorgio Gabellini   | Yamaha          |            |        |

## 250 cc
Graziano Rossi had zijn nieuwe Morbidelli motor in het oude frame laten zetten en ging daarmee aan de leiding van de 250cc-race in Imola. Kork Ballington en Randy Mamola zaten hem op de hielen en Ballington bleek de sterkste. Rossi moest met Mamola vechten om de tweede plaats, maar viel uit. Mamola werd tweede en Barry Ditchburn besliste het gevecht met Walter Villa om de derde plaats in zijn voordeel.

### Uitslag 250 cc
| Pos | Coureur                      | Merk                    | Tijd               | Punten             |
| --- | ---------------------------- | ----------------------- | ------------------ | ------------------ |
| 1   | Kork Ballington              | Kawasaki                | 49' 01" 0          | 15                 |
| 2   | Randy Mamola                 | Adriatica-Bimota-Yamaha | + 27" 3            | 12                 |
| 3   | Barry Ditchburn              | Kawasaki                | + 56" 0            | 10                 |
| 4   | Walter Villa                 | Yamaha                  | + 56" 1            | 8                  |
| 5   | Jean-François Baldé          | Kawasaki                | + 1' 31" 4         | 6                  |
| 6   | Patrick Fernandez            | Yamaha                  | + 1' 33" 0         | 5                  |
| 7   | Paolo Pileri                 | Yamaha                  | + 1' 42" 4         | 4                  |
| 8   | Massimo Matteoni             | Yamaha                  | + 1' 43" 4         | 3                  |
| 9   | Pentti Korhonen              | Yamaha                  | + 1' 49" 8         | 2                  |
| 10  | Thierry Espié                | Yamaha                  | + 1' 52" 8         | 1                  |
| 11  | Richard Hubin                | Yamaha                  | + 1' 55" 0         |                    |
| 12  | Roland Freymond              | Yamaha                  | + 1' 59" 2         |                    |
| 13  | Olivier Chevallier           | Yamaha                  | + 1 ronde          |                    |
| 14  | Reino Eskelinen              | Yamaha                  | + 1 ronde          |                    |
| 15  | Giuseppe Consalvi            | Yamaha                  | + 1 ronde          |                    |
| DNS | Jon Ekerold                  | Yamaha                  | geblesseerd na val | geblesseerd na val |
| DNF | Graziano Rossi               | Morbidelli              | motor              |                    |
| DNF | Gregg Hansford               | Kawasaki                |                    |                    |
| DNF | Vic Soussan                  | Yamaha                  |                    |                    |
| DNF | Mario Lega                   | Yamaha                  |                    |                    |
| DNF | Toni Mang                    | Kawasaki                |                    |                    |
| DNF | Christian Estrosi            | Kawasaki                |                    |                    |
| DNF | Gianpaolo Marchetti          | Yamaha                  |                    |                    |
| DNF | Germano Conti                | Yamaha                  |                    |                    |
| DNF | Franco Marcheggiani          | Yamaha                  |                    |                    |
| DNF | Edi Stöllinger               | Kawasaki                |                    |                    |
| DNF | Hubert Rigal                 | Yamaha                  |                    |                    |
| DNF | Hans Müller                  | Yamaha                  |                    |                    |
| DNF | Mike Baldwin                 | Yamaha                  |                    |                    |
| DNF | Franco Solari                | Yamaha                  |                    |                    |
| DNF | Chas Mortimer                | Yamaha                  |                    |                    |
| DNF | Guy Bertin                   | Yamaha                  |                    |                    |
| DNQ | Bert Struijk                 | Yamaha                  |                    |                    |
| DNQ | Alan North                   | Yamaha                  |                    |                    |
| DNQ | Raymond Roche                | Yamaha                  |                    |                    |
| DNQ | Eric Saul                    | Yamaha                  |                    |                    |
| DNQ | Giorgio Avveduti             | Yamaha                  |                    |                    |
| DNQ | René Delaby                  | Yamaha                  |                    |                    |
| DNQ | Edoardo Alemán               | Yamaha                  |                    |                    |
| DNQ | Jean-Marc Toffolo            | Armstrong               |                    |                    |
| DNQ | Emilio Rigamonti             | Yamaha                  |                    |                    |
| DNQ | Rossano Mancinelli           | Yamaha                  |                    |                    |
| DNQ | Paolo Ferretti               | Yamaha                  |                    |                    |
| DNQ | Gabriele Cantone             | Yamaha                  |                    |                    |
| DNQ | Fernando González De Nicolás | Yamaha                  |                    |                    |
| DNQ | Reinhold Roth                | Yamaha                  |                    |                    |
| DNQ | Pierluigi Conforti           | Yamaha                  |                    |                    |
| DNQ | Alain Béraud                 | Yamaha                  |                    |                    |
| DNQ | Rudolf Weiss                 | Yamaha                  |                    |                    |
| DNS | Carlos Morante               | Yamaha                  | broer overleden    | broer overleden    |

## 125 cc
In Imola werd voor het eerst in de 125cc-klasse door enkele coureurs met slicks gereden: Maurizio Massimiani gebruikte Michelin, Thierry Espié en Harald Bartol Dunlop, maar Bartol had zijn beste motorblok al tijdens de training opgeblazen en stopte na enkele ronden. Aanvankelijk ging het gevecht om de leidende positie tussen Ángel Nieto (Minarelli), Thierry Espié (Motobécane) en Maurizio Massimiani (MBA), die in Oostenrijk nog zijn sleutelbeen gebroken had. Tegen het einde van de race bouwde Nieto toch een flinke voorsprong op ten opzichte van Espié (tweede) en Massimiani.

### Uitslag 125 cc
| Pos | Coureur                      | Merk       | Tijd       | Punten |
| --- | ---------------------------- | ---------- | ---------- | ------ |
| 1   | Ángel Nieto                  | Minarelli  | 45' 56" 5  | 15     |
| 2   | Thierry Espié                | Motobécane | + 4" 2     | 12     |
| 3   | Maurizio Massimiani          | MBA        | + 18" 7    | 10     |
| 4   | Bruno Kneubühler             | MBA        | + 36" 4    | 8      |
| 5   | Hans Müller                  | MBA        | + 50" 0    | 6      |
| 6   | Eugenio Lazzarini            | Morbidelli | + 54" 6    | 5      |
| 7   | Pierluigi Conforti           | MBA        | + 1' 02" 6 | 4      |
| 8   | August Auinger               | Morbidelli | + 1' 04" 3 | 3      |
| 9   | Paolo Ferretti               | Morbidelli | + 1' 32" 8 | 2      |
| 10  | Per-Edvard Carlsson          | MBA        | + 1' 33" 6 | 1      |
| 11  | Matti Kinnunen               | MBA        | + 1' 34" 0 |        |
| 12  | Thierry Noblesse             | Morbidelli | + 1' 37" 5 |        |
| 13  | Rolf Blatter                 | Morbidelli | + 1' 37" 9 |        |
| 14  | Pierluigi Aldrovandi         | MBA        | + 2' 03" 5 |        |
| 15  | Roberto D'Amico              | Morbidelli | + 1 ronde  |        |
| 16  | Daniele Dall'Olio            | Morbidelli | + 1 ronde  |        |
| DNF | Ezio Mischiatti              | LGM        |            |        |
| DNF | Maurizio Vitali              | MBA        |            |        |
| DNF | Jean-François Lecureux       | Morbidelli |            |        |
| DNF | Richard Schmiederer          | Morbidelli |            |        |
| DNF | Gianpaolo Marchetti          | MBA        |            |        |
| DNF | Patrick Hérouard             | Morbidelli |            |        |
| DNF | Pier Paolo Bianchi           | Minarelli  |            |        |
| DNF | Peter Looijesteijn           | MBA        | ontsteking |        |
| DNF | Walter Koschine              | Fantic     |            |        |
| DNF | Stefan Dörflinger            | Morbidelli |            |        |
| DNF | Patrick Plisson              | Morbidelli |            |        |
| DNF | Italo Zerbini                | MBA        |            |        |
| DNF | Harald Bartol                | Morbidelli |            |        |
| DNF | Maurizio Musco               | Morbidelli |            |        |
| DNF | Enrico Cereda                | Morbidelli |            |        |
| DNQ | Jean-Louis Guignabodet       | Morbidelli |            |        |
| DNQ | Jean-Claude Selini           | MBA        |            |        |
| DNQ | Gross                        | Morbidelli |            |        |
| DNQ | Jan Huberts                  | MBA        |            |        |
| DNQ | Ivan Carlo Villini           | Morbidelli |            |        |
| DNQ | Fernando González De Nicolás | Morbidelli |            |        |
| DNQ | Jean-Paul Magnoni            | Morbidelli |            |        |
| DNQ | Claudio Granata              | UFO        |            |        |
| DNQ | Fabrizio Frollani            | Kreidler   |            |        |
| DNQ | Bruno Vasetti                | Morbidelli |            |        |
| DNQ | Daniel Meyer                 | Morbidelli |            |        |
| DNQ | Aldo Pero                    | Kreidler   |            |        |
| DNQ | Barry Smith                  | Morbidelli |            |        |
| DNQ | Wolfgang Glawaty             | MBA        |            |        |
| DNQ | Michel Baloche               | Morbidelli |            |        |

## 50 cc
Ricardo Tormo brak een vinger in de training in Imola en kon niet starten. Daarmee was Eugenio Lazzarini zonder competitie. Hij leidde de 50cc-race van start tot finish en won met bijna een minuut voorsprong op Rolf Blatter. Lazzarini reed voor het eerst in de 50cc-klasse met slicks, die waren geleverd door Metzeler. Peter Looijesteijn won het gevecht om de derde plaats van Aldo Pero, en dat bracht hem aan de leiding van de stand om het wereldkampioenschap.

### Uitslag 50 cc
| Pos | Coureur              | Merk              | Tijd       | Punten |
| --- | -------------------- | ----------------- | ---------- | ------ |
| 1   | Eugenio Lazzarini    | Van Veen-Kreidler | 31' 39" 8  | 15     |
| 2   | Rolf Blatter         | Kreidler          | + 55" 1    | 12     |
| 3   | Peter Looijesteijn   | Kreidler          | + 1' 05" 7 | 10     |
| 4   | Aldo Pero            | Kreidler          | + 1' 10" 1 | 8      |
| 5   | Hagen Klein          | Hess Spezial      | + 1' 25" 5 | 6      |
| 6   | Patrick Plisson      | ABF               | + 1' 27" 8 | 5      |
| 7   | Massimo Servadio     | UFO               | + 1' 29" 7 | 4      |
| 8   | Ingo Emmerich        | Kreidler          | + 1' 44" 1 | 3      |
| 9   | Ezio Saffiotti       | Paolucci          | + 1' 48" 0 | 2      |
| 10  | Paolo Priori         | Derbi             | + 2' 06" 8 | 1      |
| 11  | Wolfgang Müller      | Kreidler          | + 2' 07" 3 |        |
| 12  | Luigi Rinaudo        | Tomos             | + 2' 36" 3 |        |
| 13  | Bruno Di Carlo       | Kreidler          | + 1 ronde  |        |
| 14  | Ezio Mischiatti      | Kreidler          | + 1 ronde  |        |
| 15  | Renzo Fabbri         | Bultaco           | + 1 ronde  |        |
| DNF | Stefan Dörflinger    | Kreidler          |            |        |
| DNF | Angelo Affini        | MTK               |            |        |
| DNF | Günter Schirnhofer   | Kreidler          |            |        |
| DNF | Gerhard Waibel       | Kreidler          | vastloper  |        |
| DNF | Silvano Ricchetti    | Kreidler          |            |        |
| DNF | Giorgio Paci         | Derbi             |            |        |
| DNF | Alberto Ieva         | Kreidler          |            |        |
| DNF | Claudio Lusuardi     | Bultaco           |            |        |
| DNF | Salvatore Milano     | Kreidler          |            |        |
| DNF | Sergio Zattoni       | LGM               |            |        |
| DNF | Reiner Scheidhauer   | Kreidler          |            |        |
| DNF | Reiner Koster        | MBA               |            |        |
| DNF | Jacky Hutteau        | ABF               |            |        |
| DNF | Salvatore Monreale   | UFO               |            |        |
| DNF | Guido Mancini        | Iprem             |            |        |
| DNF | Claudio Granata      | UFO               |            |        |
| DNQ | Massimo Gramantieri  | Ringhini          |            |        |
| DNQ | Walter Rapolani      | Kreidler          |            |        |
| DNQ | Enrico Cereda        | UFO               |            |        |
| DNQ | Giorgio Macchiavelli | UFO               |            |        |
| DNQ | Zoran Krstic         | Tomos             |            |        |
| DNQ | Marino Nannetti      | Kreidler          |            |        |
| DNQ | Stefan Danielsson    | Kreidler          |            |        |
| DNQ | Daniel Corvi         | Kreidler          |            |        |

1922 · 1923 · 1924 · 1925 · 1926 · 1927 · 1928 · 1929 · 1930 · 1931 · 1932 · 1933 · 1934 · 1935 · 1936 · 1937 · 1938 · 1939 · 1947 · 1948 · 1949 · 1950 · 1951 · 1952 · 1953 · 1954 · 1955 · 1956 · 1957 · 1958 · 1959 · 1960 · 1961 · 1962 · 1963 · 1964 · 1965 · 1966 · 1967 · 1968 · 1969 · 1970 · 1971 · 1972 · 1973 · 1974 · 1975 · 1976 · 1977 · 1978 · 1979 · 1980 · 1981 · 1982 · 1983 · 1984 · 1985 · 1986 · 1987 · 1988 · 1989 · 1990